# アレン・ワット
アレン・ワット（Allen Watt, 1885年4月4日 - 1944年9月15日）は、アメリカ合衆国の映画監督、脚本家、俳優である。

## 人物・来歴
1885年（明治18年）4月4日、アメリカ合衆国のペンシルベニア州に生まれる。
記録に残る最古のものは、1916年（大正5年）、俳優のレックス・デ・ロッセリと共同で脚本を執筆したジェイ・ハント監督の The Ghost of the Jungle である。同作は、バイソン・モーション・ピクチャーズが製作した西部劇の短篇映画で、ユニヴァーサル・フィルム・マニュファクチュアリング・カンパニー（現在のユニバーサル・ピクチャーズ）が配給した。同年、短篇コメディ Pie の脚本も執筆しているが、パワーズ・ピクチャー・プレイズが製作しユニヴァーサルが配給したこと以外、詳細は不明である。
1917年（大正6年）12月1日、ユニヴァーサルの主演女優のマートル・ゴンザレスと結婚、マートルは引退して家庭に入る。ワットは、翌1918年（大正7年）、妻マートルの古巣のヴァイタグラフ・カンパニー・オヴ・アメリカ（ヴァイタグラフ・スタジオ）で短篇映画の監督となる。2作を演出し、公開されたところで、全世界的に猛威を揮うスペインかぜに妻のマートルが罹患、同年10月22日に死去し、結婚1年に満たずに死別した。
満27歳の新妻を失って2年を経た1920年（大正9年）、製作会社クリスティ・フィルム・カンパニーで Without a Wife （「妻がなければ」の意）というタイトルの短篇コメディを監督している。1922年（大正11年）には同社が製作し、ヴェラ・ステッドマンが主演したコメディ映画 His Beach of Promise を監督するが、それ以降の監督作の記録がない。
1927年（昭和2年）からは、レオ・マロニーが監督・主演する西部劇等を製作するレオ・マロニー・プロダクションズで脇役出演した記録があるが、翌年以降の出演記録はない。
1944年（昭和19年）9月15日、カリフォルニア州ロサンゼルス市で死去した。満59歳没。

## フィルモグラフィ
- The Ghost of the Jungle : 監督ジェイ・ハント、主演レックス・デ・ロッセリ、1916年 - レックス・デ・ロッセリと共同脚本
- Pie : 監督不明、原作ユージン・インゲ、1916年 - 脚本
- The Marquis and Miss Sally : 原作O・ヘンリー、主演パトリシア・パーマー、1918年 - 監督
- The Widow Dangerous : 原作アルフレッド・ ヘンリー・ルイス、脚本ジョージ・H・プリンプトン、主演パトリシア・パーマー、1918年 - 監督
- Without a Wife : 主演アール・ロドニー、1920年 - 監督
- His Beach of Promise : 主演ヴェラ・ステッドマン、1922年 - 監督
- Don Desperado : 監督・主演レオ・マロニー、原作・脚本フォード・ビーブ、1927年 - 出演・エイジェント役
- Border Blackbirds : 監督・主演レオ・マロニー、原作・脚本フォード・ビーブ、1927年 - 出演
- The Apache Raider : 監督・主演レオ・マロニー、原作ウィリアム・ホフマン、脚本フォード・ビーブ、1928年 - 出演

## 関連事項
- ジェイ・ハント （en:Jay Hunt (director)）
- ヴァイタグラフ・スタジオ （en:Vitagraph Studios）
- バイソン・モーション・ピクチャーズ （en:Edendale, Los Angeles#Bison Studio）
- レックス・デ・ロッセリ （en:Rex De Rosselli）
- ジョージ・H・プリンプトン （en:George H. Plympton）
- アール・ロドニー （en:Earle Rodney）
- クリスティ・フィルム・カンパニー （en:Christie Film Company）
- ヴェラ・ステッドマン （en:Vera Steadman）
- レオ・マロニー （en:Leo D. Maloney）
- フォード・ビーブ （en:Ford Beebe）
- ウィリアム・ホフマン （en:William Dawson Hoffman）

## 註
1. 1 2 3 4 5 6 7 8 9  Allen Watt, Internet Movie Database （英語）, 2010年4月16日閲覧。
2. ↑  The Ghost of the Jungle - IMDb（英語）, 2010年4月16日閲覧。
3. ↑  Pie - IMDb（英語）, 2010年4月16日閲覧。
4. 1 2  Myrtle Gonzalez - IMDb（英語）, 2010年4月16日閲覧。